# Pitanga (Paraná)
Pitanga est une ville brésilienne de l'État du Paraná. Sa population était estimée à 32,626 habitants en 2014.